# Chrám svatého Vladimíra (Sevastopol)
Chrám svatého Vladimíra (rusky Владимирский собор) je novobyzantský pravoslavný v centru krymského Sevastopolu, pohřebiště 13 ruských admirálů a důstojníků. Aby nedošlo k záměně s katedrálou svatého Vladimíra v sevastopolském Chersonésu, často bývá nazýván chrám svatého Vladimíra, hrobka admirálů.

## Historie
Historie chrámu sahá až do roku 1825, kdy se velitel Černomořské flotily admirál A. S. Grejg obrátil na cara Alexandra I. s prosbou o zřízení pomníku v rozvalinách Chersonésu, kde měl být roku 988 pokřtěn první ruský křesťanský kníže Vladimír I. Schválen byl projekt architekta Konstantina Andrejeviče Thona (1794-1881), který navrhl chrám v ruském neobyzantském stylu. Roku 1842 však Grejgův nástupce admirál Lazarev rozhodnul, že chrám svatého Vladimíra bude postaven v centru Sevastopolu, který tehdy trpěl nedostatkem chrámů.
S přípravnými pracemi se započalo roku 1848. Když o tři roky později admirál Lazarev zemřel, byl pro své zásluhy pohřben do hrobky zřízené na místě budoucího chrámu. Základní kámen byl položen 15. července 1854, avšak krymská válka a obležení Sevastopolu výstavbu přerušily, zhotoveny byly pouze základy.
V průběhu krymské války byli v hrobce pod budoucím chrámem pohřbeni ještě admirálové Vladimir Alexejevič Kornilov, Vladimir Ivanovič Istomin a Pavel Stěpanovič Nachimov, kteří padli při obraně města.
Práce na chrámu byly obnoveny až v roce 1862 (tedy rok poté, co započala výstavba katedrály svatého Vladimíra v Chersonésu). K dokončení byl přizván architekt Alexej Alexandrovič Avdějev (1818-1885), který tehdy žil v Sevastopolu a který stál také za zdejším chrámem svatého Mikuláše. Avdějev původní Thonův projekt přepracoval tak, aby lépe odpovídal skutečné byzantské církevní architektuře. Dolní chrám byl dokončen v roce 1881, celá stavba byla završena roku 1888, tedy 3 roky po smrti architekta.
Roku 1931 byl objekt předán organizaci OSOAVIACHIM (předchůdkyně DOSAAF), hrobka byla otevřena a ostatky admirálů zničeny. Během 2. světové války byl chrám silně poničen. V roce 1991 provedla speciální komise průzkum hrobky a mezi hromadami nepořádku objevila úlomky kostí, které byly roku 1992 znovu slavnostně pohřbeny.
8. května 2014 byl chrám opět vysvěcen.

## Galerie

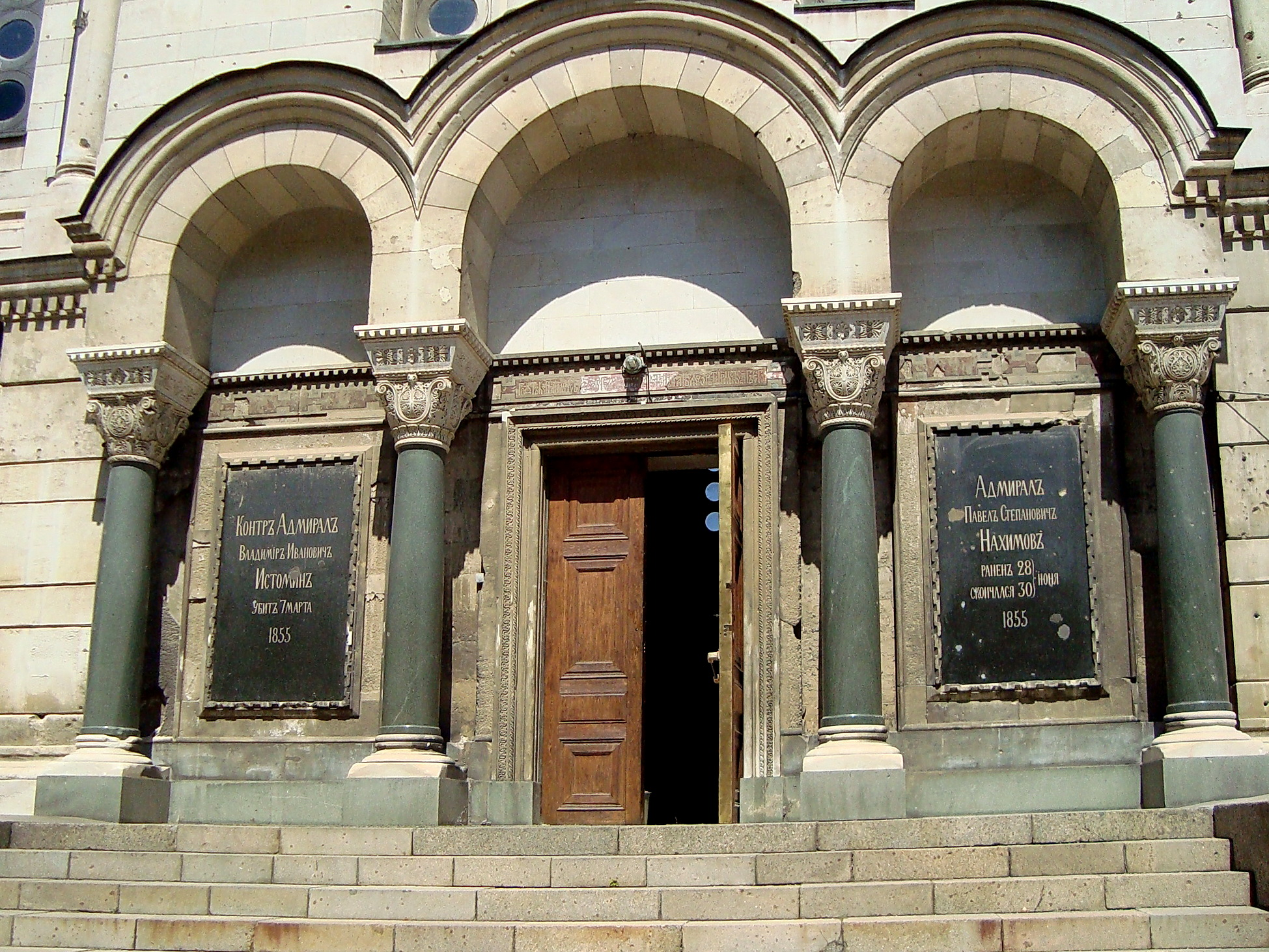
Jižní strana, desky se jmény Istomina a Nachimova
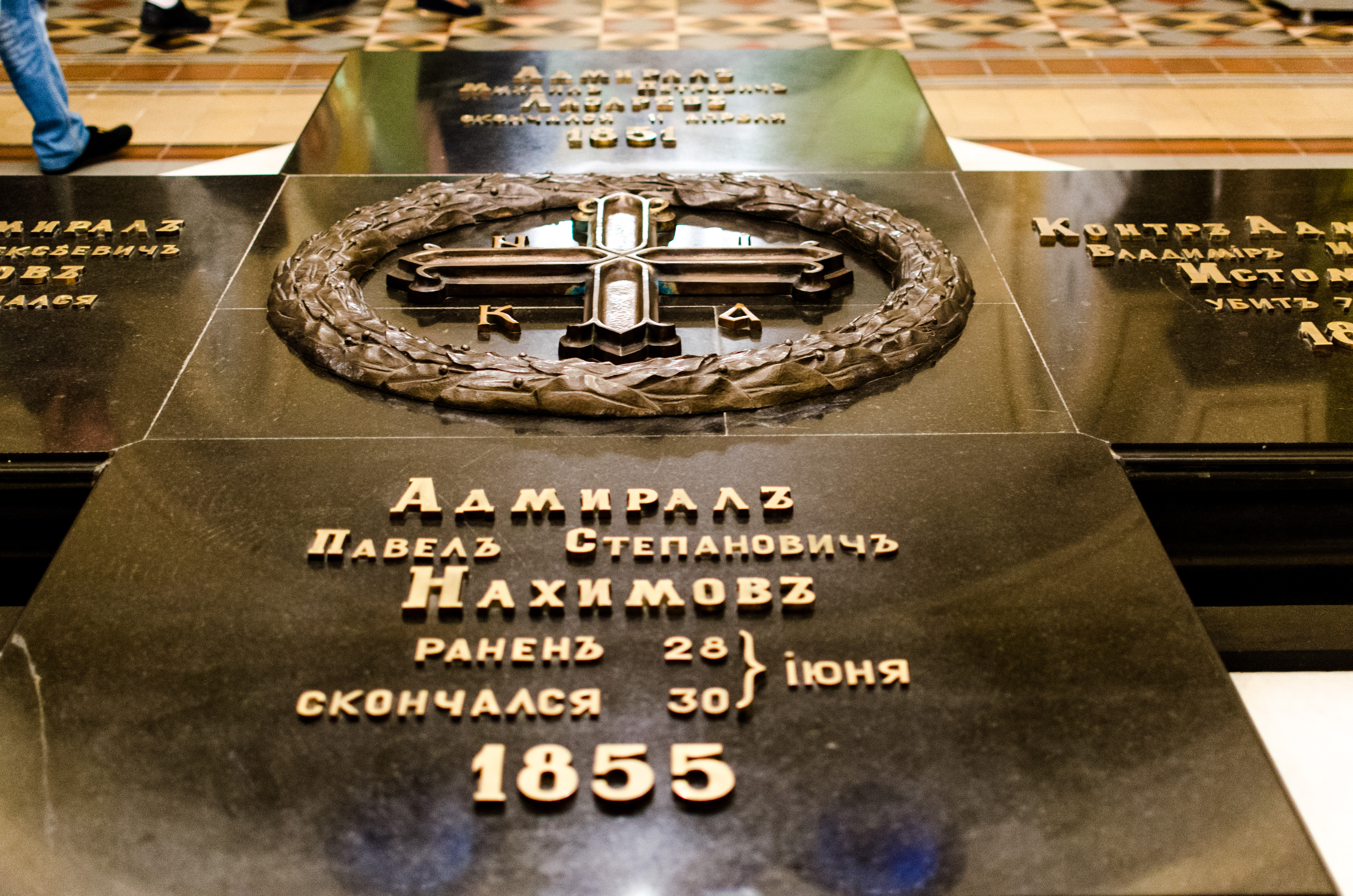
Náhrobní kříž se jmény Lazareva, Kornilova, Istomina a Nachimova (dolní chrám)
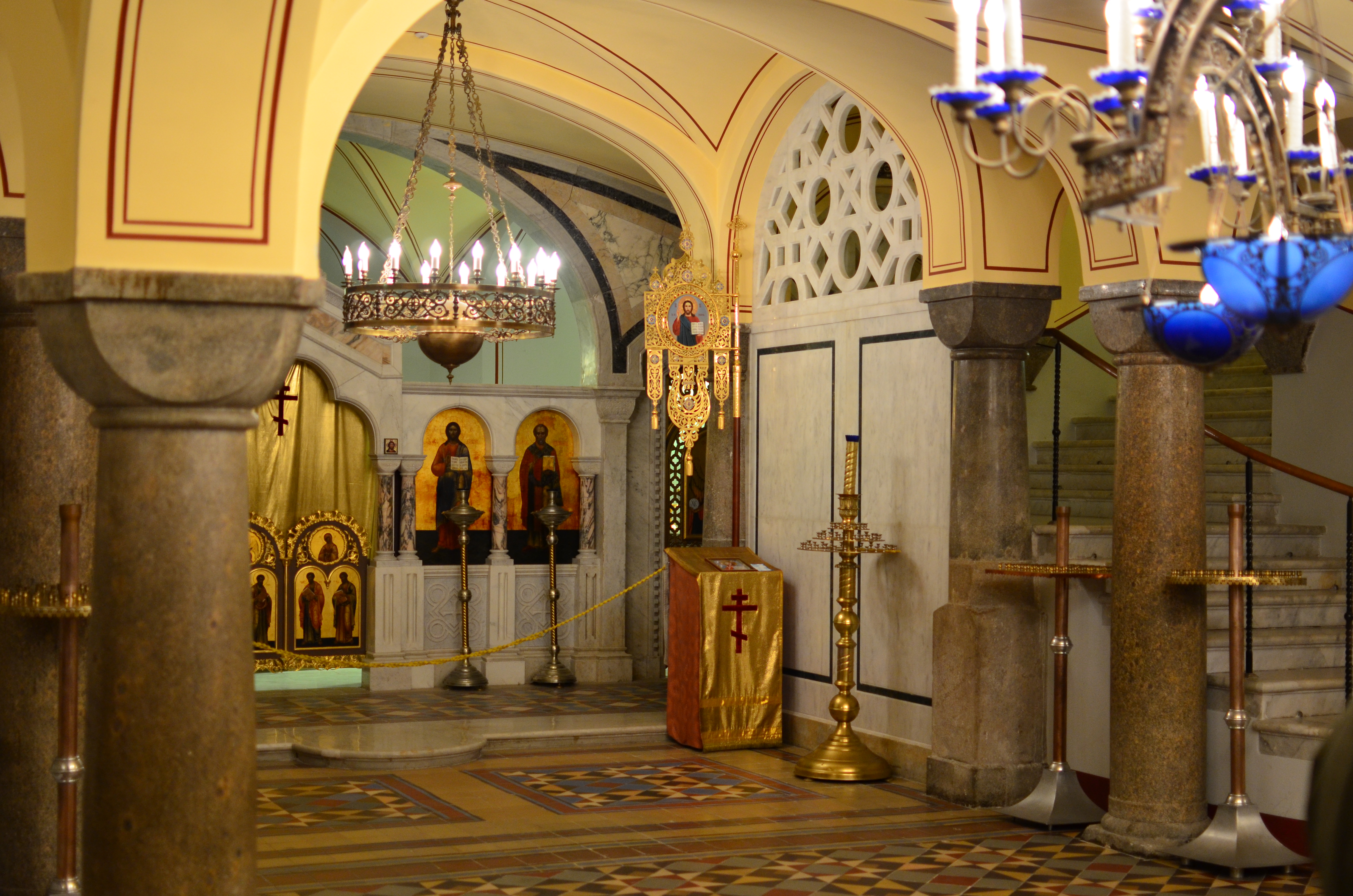
Dolní chrám
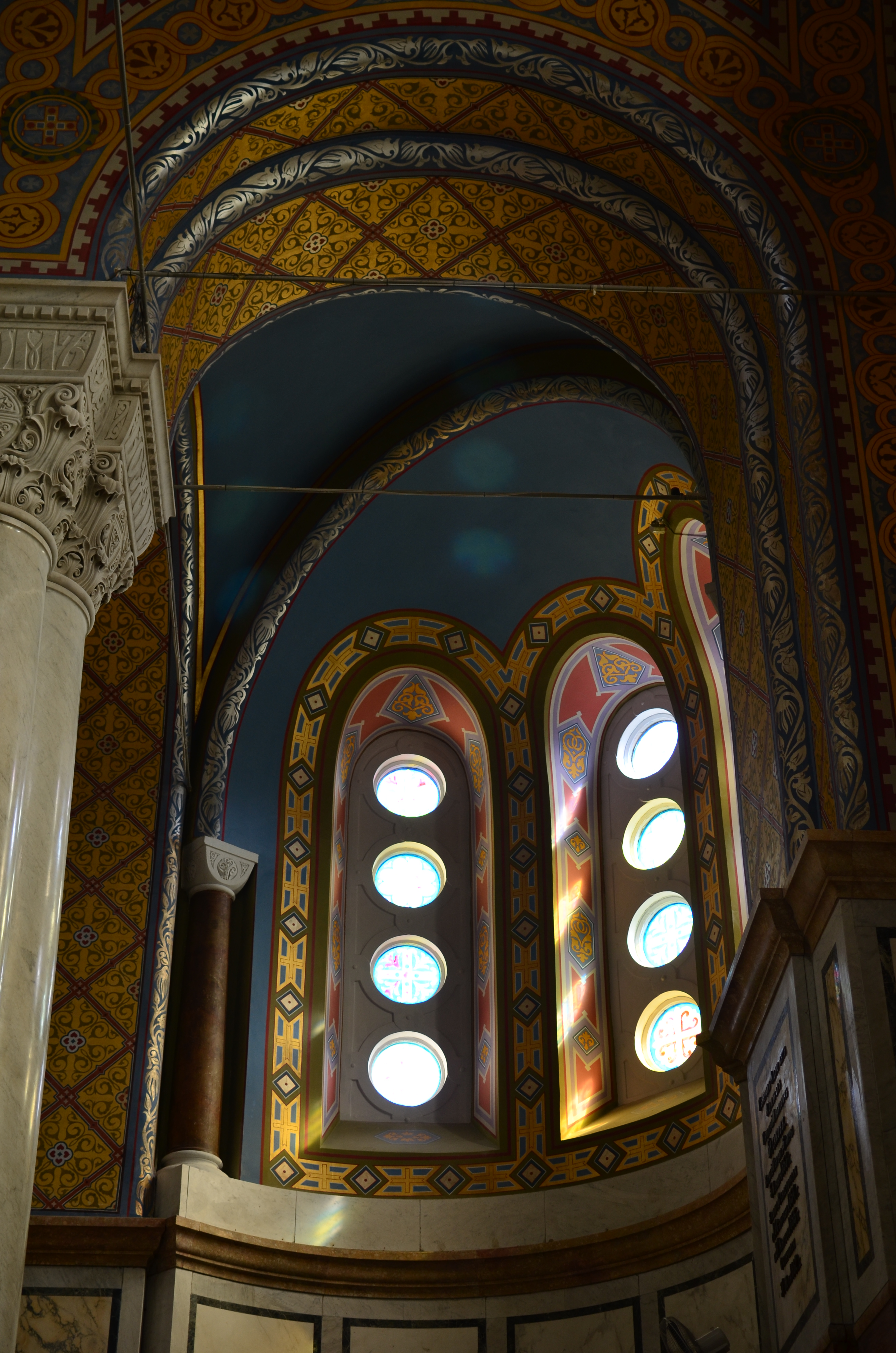
Horní chrám
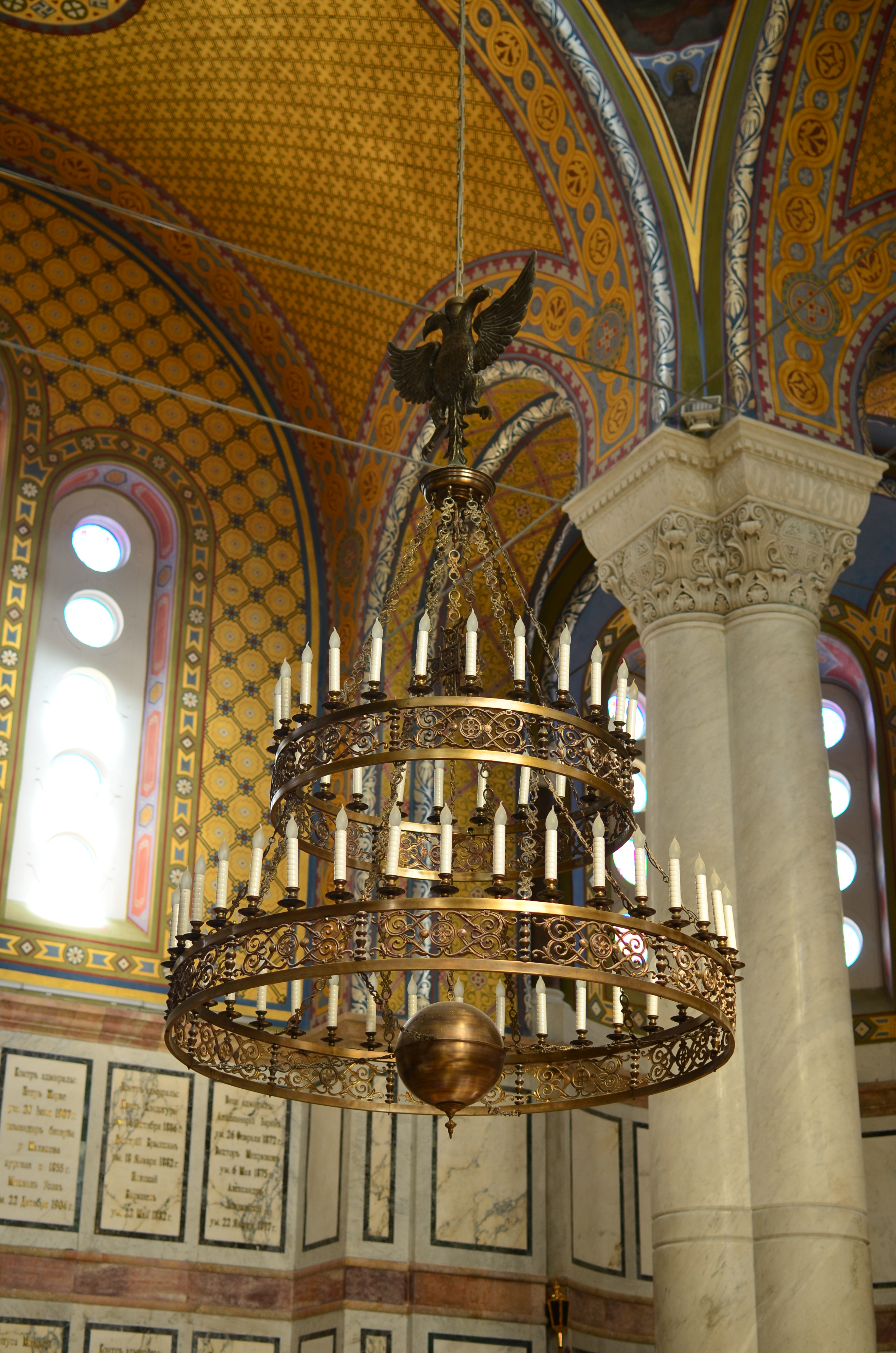
Horní chrám
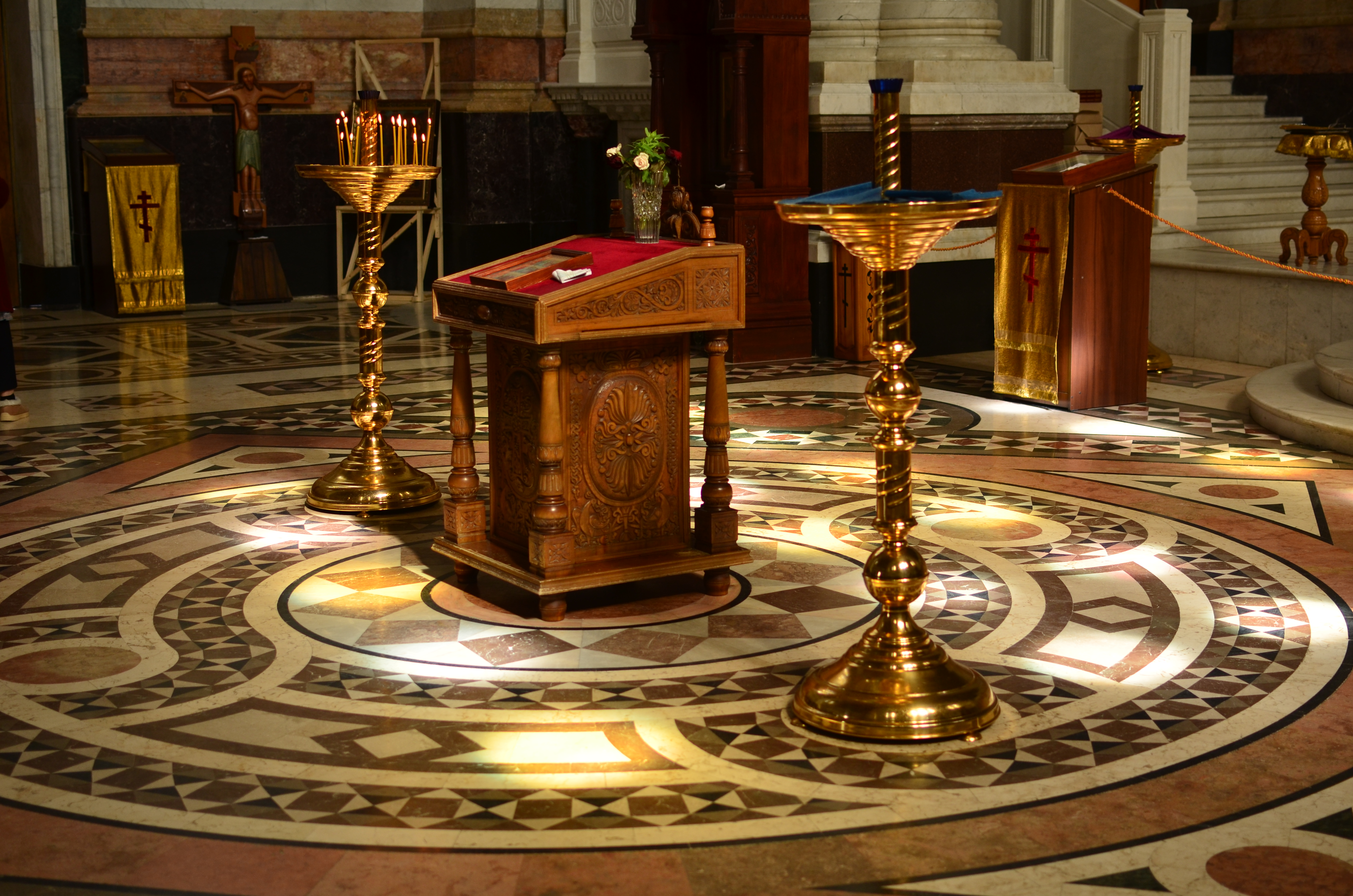
Horní chrám
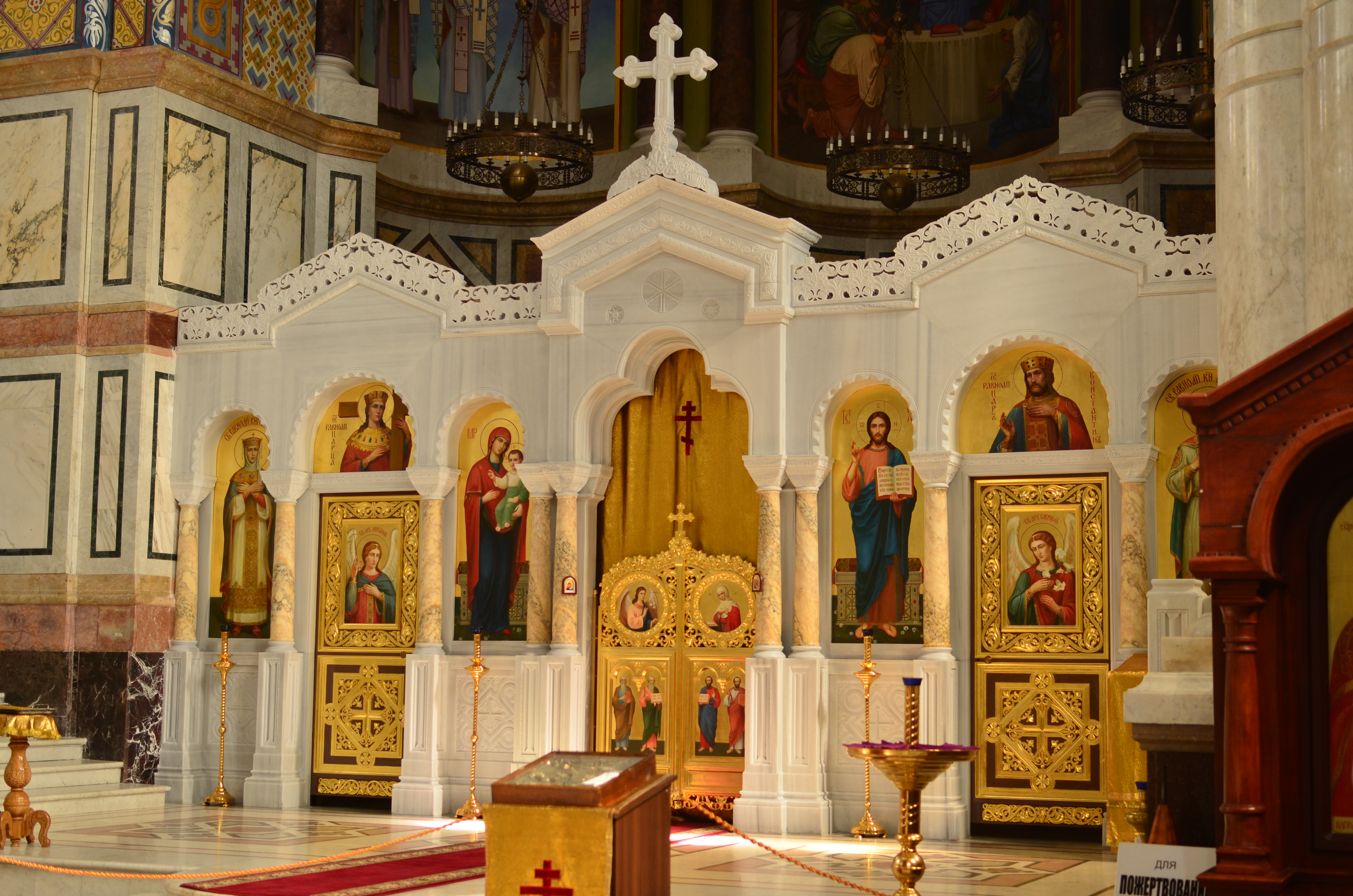
Ikonostas